# روبن كوبر
روبن كوبر (بالإنجليزية: Robin Cooper)‏ هو سياسي أسترالي، ولد في 25 أبريل 1936. انتخب عضو الجمعية التشريعية فيكتوريا.